# 12065 Jaworski
A 12065 Jaworski (ideiglenes jelöléssel 1998 FA33) a Naprendszer kisbolygóövében található aszteroida. A LINEAR projekt keretében fedezték fel 1998. március 20-án.